# Muiredach Tirech

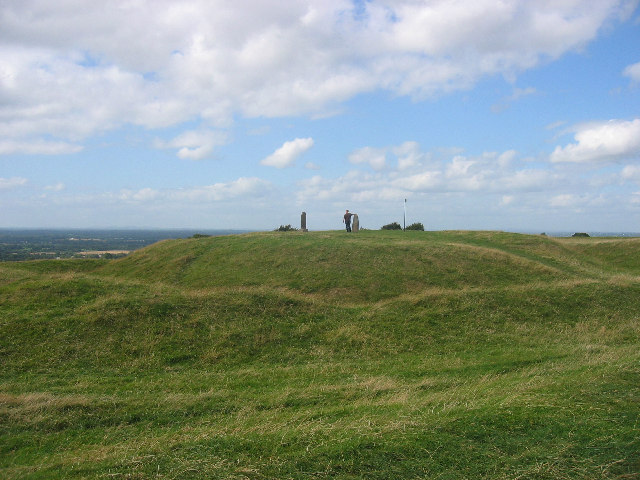
Der Hügel von Tara, von dem aus der Tradition nach die Hochkönige von Irland regierten.

Muiredach Tirech († 356 n. Chr. (AFM) bzw. 343 n. Chr. (FFE)) war ein legendärer Hochkönig von Irland, der nach den Annalen der vier Meister (AFM) von 326 bis 356, oder nach der Foras feasa ar Éirinn (FFE; „Wissensgrundlage über Irland“, meist kurz „Geschichte Irlands“ genannt) von 310 bis 343 von Tara aus Irland regiert haben soll. In Erinnerung blieb er primär als Vater von Eochaid Mugmedón („Eochaid Herr der Sklaven“) und als Großvater von Niall Noigiallach („Niall der neun Geiseln“), welcher der Tradition nach von 368 bis 395 (FFE) bzw. von 376 bis 404 (AFB) als Hochkönig von Irland regiert haben soll und der eponyme Stammvater der bedeutendsten Dynastie Irlands, der Uí Néill (irisch für „die Nachkommen des Niall“, anglisiert O’Neills) war, die – ein nördliches und ein südliches Teil-Königreich und regelmäßig auch als Hochkönige von Irland regierten, daher Irland bis in das zehnte Jahrhundert dominierte.

## Herkunft

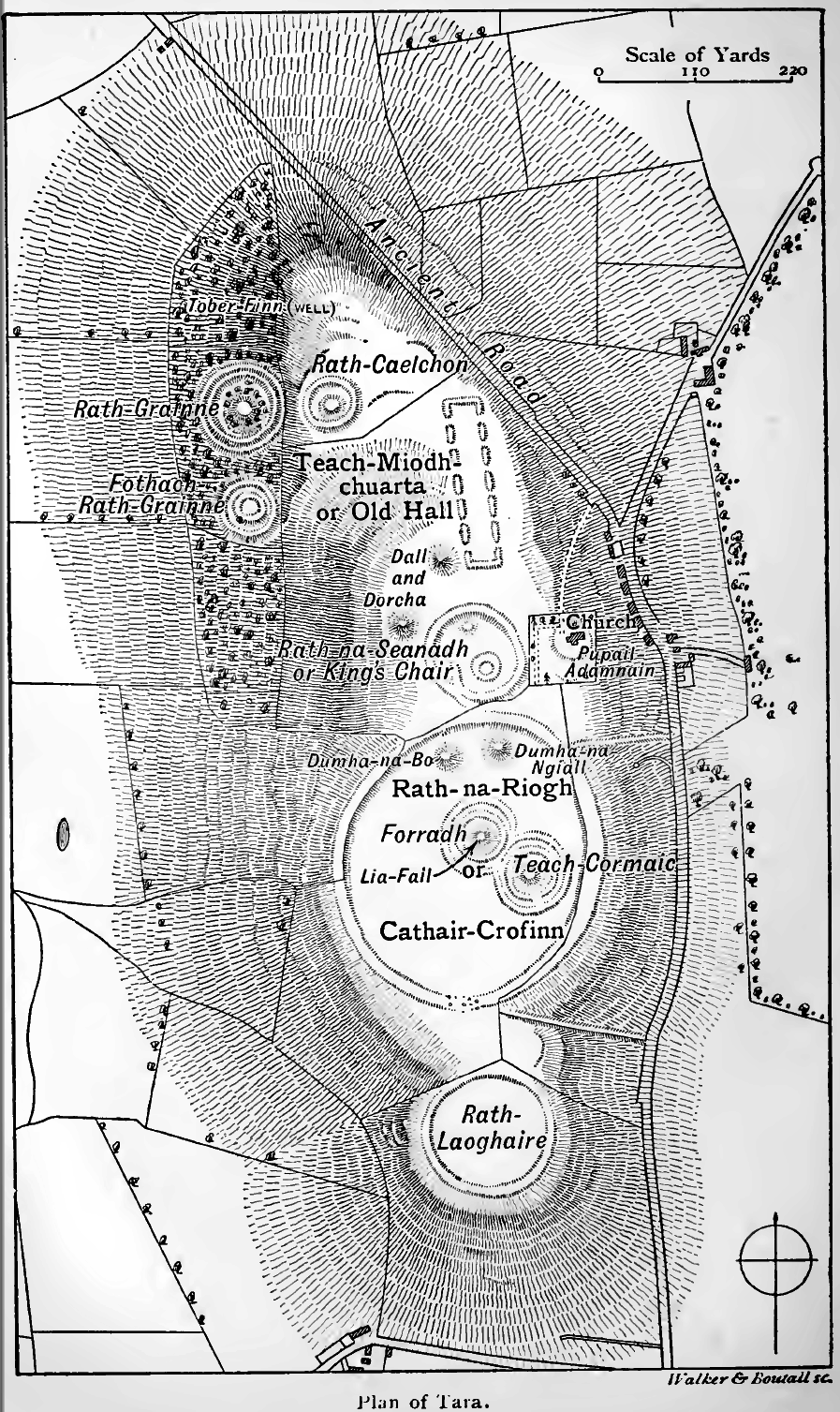
Plan von Tara, der frühmittelalterlichen Residenz der legendären Könige von Tara bzw. der Hochkönige von Irland, nach Wakeman

Nach der irischen Tradition stammte Muiredach Tirech vom prähistorischen und eher sagenhaften irischen Hochkönig Conn Cétchathach („Conn der hundert Schlachten“) ab, der von dem traditionellen Sitz der irischen Hochkönige in Tara von 122 bis 157 (AFM) bzw. von 116 bis 136 n. Chr. (FFE) regiert haben soll.
Muiredachs Vater Fíacha Sroiptine (auch Fiacha Sraibtine geschrieben) trug seinen Zusatznamen nach dem Ort Dun Sraibhtine, wo er in seiner Jugend als Ziehsohn aufgezogen worden war. Er war der Tradition nach Hochkönig von Irland, und regierte nach den Annalen der vier Meister von 285 bis 322 bzw. nach Geoffrey Keating von 273 bis 306.
Er hatte die Krone erlangt, indem er seinen Vorgänger Fothad Cairpthech („Fothard der Streitwagenkämpfer“), den Sohn von Lugaid mac Con, mit Hilfe der Fianna – einer für das legendäre Irland der Zeit typischen Schar unabhängiger Krieger, die sich als Söldner verdingten – in der Schlacht von Ollarba besiegte. Er selbst fiel in einer Schlacht gegen seine Neffen, die „Drei Collas“.

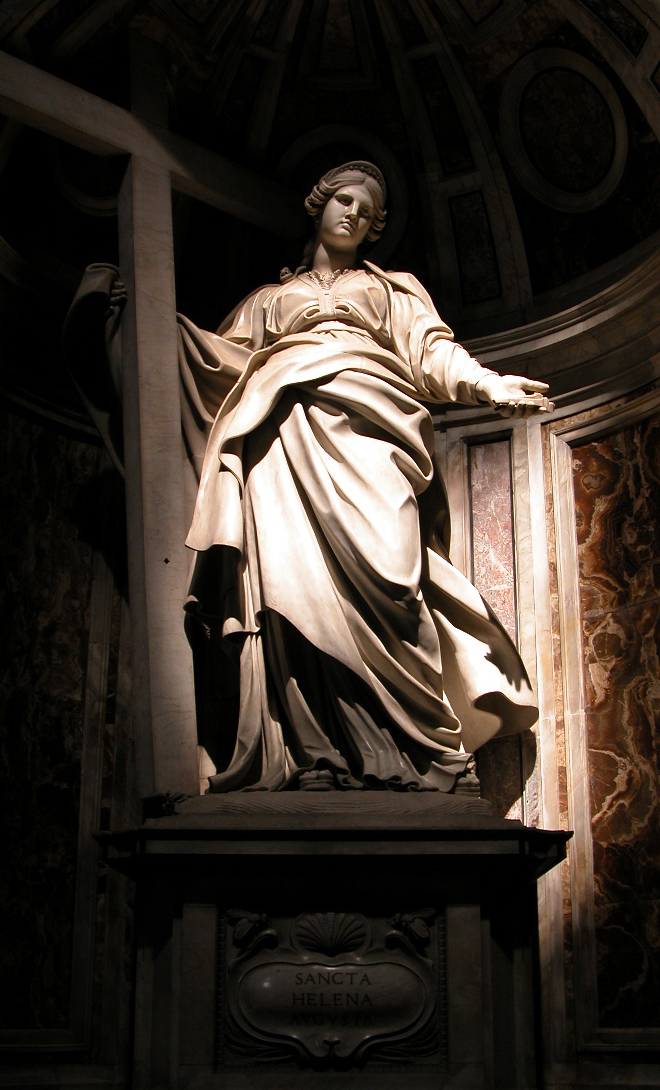
Statue der Heiligen Helena in der Peterskirche in Rom, nach irischer Tradition Tante von König Muiredach Tirach

Die Mutter Muiredachs war den traditionellen Chroniken nach Aeoifa, eine Tochter des britischen Königs Coel Hen („Coel der Alte“) von Colchester. Deren Schwestern wären Oriuna, die Gemahlin des Marcus Aurelius Carausius – eines römischen Feldherren, der von 287 bis 296 in Britannien und im nördlichen Gallien als Gegenkaiser regierte – und Helena, die Gemahlin des römischen Kaisers Constantius Chlorus (Augustus von 305 bis 306), gewesen.
Muiredach Tirech wäre demnach ein Neffe der Heiligen Helena und ein Cousin ersten Grades von deren Sohn, Kaiser Konstantin dem Großen römischer Kaiser von 306 bis 337, gewesen. Obwohl diese traditionelle Identifizierung mit der Kaiserin Helena zwar in den „British Chronicles“  vorkommt und im 12. Jahrhundert in der „Historia Anglorum“ (Geschichte der Engländer) des englischen Historikers Henry of Huntington (* um 1088; † um 1157), erwähnt und von Geoffrey von  Monmouth († 1154) in seinem Werk „Historia Regum Britanniae“ (Geschichte der Könige Britanniens) verbreitet wurde, hat sie wohl keine historische Grundlage.
Trotzdem gibt es im Vereinigten Königreich nicht weniger als 25 Brunnen, die der Heiligen Helena geweiht sind, die auch die Heilige Patronin der Pfarrkirche von Abingdon-on-Thames (erbaut um 1100) und der Stadt Colchester ist.

## Leben

### Frühe Jahre
Über die Jugend von Muiredach Tirech mac Fiacha ist nichts Näheres bekannt. Er wuchs wohl am Hof seines Vaters zu Tara auf, wo er für die Nachfolge auf den Thron ausgebildet wurde.
Einzelheiten zu seinem späteren Leben finden sich hingegen u. a. in dem Werk Foras feasa ar Éirinn (Geschichte Irlands) von Geoffrey Keating.
Nach dem Lebor Gabála Érenn, dem vermutlich im 9. Jahrhundert entstandenen „Buch von der Landnahme Irlands“, diente er seinem Vater u. a. als Feldherr, da der König selbst nicht in den Kampf ziehen durfte.

### Kampf gegen die Drei Collas
Eines Tages, als Muiredach mit seinen Truppen einen Einfall in das Königreich Munster unternahm, überfielen seine Cousins, die drei Söhne seines Onkels Eochaid Doimlén, Colla Uais, Colla Fo Chri und Colla Menn, genannt die „Drei Collas“, seinen Vater König Fiacha. Dieser befragte vor der Schlacht einen Druiden über den Ausgang des Kampfes, der prophezeite, dass der Sieger der eigentliche Verlierer sein würde, da keiner seiner Nachkommen jemals die Krone Irlands tragen würde.
Es kam zur Schlacht von Dubhchomar in Crioch Rois in der Ebene von Brega (heute nördlich von Dublin in der  Grafschaft Meath). König Fiacha fiel in der Schlacht – allerdings im Bewusstsein, dass sein Tod seinen Nachkommen die Krone Irlands sichern würde. Nach dem Sieg der Drei Collas usurpierte der älteste der drei Brüder, Colla Uais, den Thron und regierte nach der Chronik der vier Meister von 323 bis 327 als Hochkönig von Irland.

### Hochkönig von Irland
Muiredach gelang es jedoch schließlich im Jahre 327 (AFM), die Drei Collas zu vertreiben und selbst die Krone zu übernehmen und regierte dann nach AFM von 310 bis 343.
Die Drei Collas wurden nach Schottland verbannt, wo deren Mutter Ailech, eine Tochter des Königs Udhaire, lebte. Die drei Brüder wussten von der Weissagung des Druiden, wollten daher – selbst um den Preis ihres Lebens – ihrer Nachkommenschaft die Krone von Irland sichern. Sie zogen daher mit einer kleinen Truppe von Kriegern, die ihnen ihre Mutter zur Verfügung gestellt hatte, nach Irland und versuchten König Muiredach durch Verspottung und Beleidigungen so zu reizen, dass er sie im Zorn töte, um dadurch doch noch ihrer Nachkommenschaft die Krone Irlands zu sichern.
Aber auch Muiredach kannte die Prophezeiung, vermied daher den Kampf, obwohl sie seinen Vater getötet hatten, und nahm sie in seinen Dienst auf.
Nach einigen Jahren beschloss Muiredach, dass seine Cousins, die Drei Collas, ein eigenes Reich haben sollten und sandte sie mit einem Heer aus, um gegen die Könige von Ulster zu kämpfen. Sie fochten bei Achadh Leithdeirig in einer Woche sieben Schlachten und töteten schließlich Fergus Foga, den König von Ulster in der siebenten Schlacht. Daraufhin eroberten sie Emain Macha, die legendäre Hauptstadt des Königreiches Ulster und brannten sie so gründlich nieder, dass die Stadt in der Folge aufgegeben wurde. Dann übernahmen sie große Teile des Territoriums des Königreiches von Ulster in ihren Besitz und gründeten dort das Königreich Airgíalla (anglisiert Oriel), das tausend Jahre lang eine Rolle spielte und von deren Nachkommen beherrscht wurde, die sich in zahlreiche Unterlinien aufspalteten.

## Tod und Nachfolge
Muiredach Tirech starb nach dreißigjähriger Herrschaft, indem er bei Portrigh von Cealbhadh mac Crunn, dem König der Ulaid (von Ulster) getötet wurde, nach Geoffrey Keating (FFE) erfolgte dies im Jahre 343.
Auf ihn folgte als Hochkönig von Irland Cáelbad mac Cronn, der nur ein Jahr lang von 343 bis 344 (FFE) bzw. von 356 bis 357 (AFM) regierte.

## Ehe und Nachkommen
Nach den irischen Chroniken war er mit Muirenn, einer Tochter von Fiachrae verheiratet.
Sohn:
- Eochaid Mugmedón, Hochkönig von Irland von 357 bis 365 (AFM) bzw. von 344 bis 351 (FFE), ⚭ I. Mongfind (Schönhaar), eine Schwester von Crimthann mac Fidaig, König von Munster, ⚭ II. (Ehe oder Beziehung) Cairenn Chasdub (Cairenn die Schwarzlockige)

Enkel (u. a.):
- Niall Noigiallach (Niall von den neun Geiseln), Stammvater der Dynastie der O’Neills (irisch für „Nachkommen des Niall“) die Irland bis in das zehnte Jahrhundert dominierte.